# Rusland op de Olympische Zomerspelen 2016
Rusland nam deel aan de Olympische Zomerspelen 2016 in Rio de Janeiro, Brazilië. De delegatie omvatte 282 sporters, die uitkwamen in 26 olympische sportdisciplines. Vlaggendragers waren volleyballer en viervoudig medaillewinnaar (2000–2012) Sergej Tetjoechin bij de openingsceremonie en de gouden medaillewinnaressen in het synchroonzwemmen Natalja Isjtsjenko en Svetlana Romasjina bij de sluitingsceremonie.
In aanloop naar de Zomerspelen van 2016 raakte Rusland in opspraak vanwege een grootschalig dopingschandaal. De World Anti-Doping Agency (WADA) concludeerde na onafhankelijk onderzoek in juli 2016 dat er in Rusland sprake was van een samenzwering tussen de Russische anti-dopingautoriteiten, het Ministerie van Sport, de FSB, met als doel Russische atleten die gebruikmaakten van doping te beschermen. Het Internationaal Olympisch Comité organiseerde naar aanleiding van het onderzoek een spoedvergadering om een mogelijke uitsluiting van Russische deelname aan de Spelen te bespreken. Het IOC besloot uiteindelijk Rusland niet geheel te bannen van de Spelen, en de beslissing over te laten aan de individuele sportfederaties. Dit leidde er toe dat weliswaar ruim honderd atleten werden uitgesloten van deelname, maar er toch nog meer dan 270 atleten toegang tot de Spelen werd toegezegd. De beslissing leidde tot brede verontwaardiging, onder andere bij buitenlandse anti-dopingautoriteiten. Begin augustus werd de beslissing van het Comité echter bevestigd door president Thomas Bach. De afzonderlijke sportfederaties reageerden verschillend op de beslissing van het IOC. De wereldatletiekbond (IAAF) sloot Rusland in november 2015 reeds in haar geheel uit van deelname aan het olympisch atletiektoernooi. Een uitzondering vormde verspringster Darja Klisjina: zij mocht als enige Russische atleet deelnemen aan de Spelen na interventie van het Hof van Arbitrage voor Sport (CAS). Alle gewichtheffers werden eveneens uitgesloten van deelname.
Uiteindelijk bestond de olympische ploeg van Rusland uit 282 atleten; niet eerder namen zo weinig Russen deel aan de Olympische Zomerspelen, uitgezonderd de deelnames van het Keizerrijk Rusland aan het begin van de twintigste eeuw. Zij wonnen een totaalaantal van 55 medailles, waarvan negentien goud, zeventien zilver en negentien brons. Niet eerder won het moderne Rusland zo weinig olympische medailles. Oorspronkelijk won de Russische ploeg 56 medailles, maar bokser Misja Alojan, die zilver won in de klasse vlieggewicht voor mannen, werd zijn medaille in december 2016 na dopingmisbruik ontnomen. Alojan vocht de beslissing aan, maar in juni 2017 bevestigde het CAS de beslissing van het IOC.
Gymnastiek, worstelen en schermen waren voor Rusland met enige afstand de meest succesvolle sporten voor Rusland in 2016. De helft van de Russische medailles werd in deze drie sporten gewonnen. Onder de medaillewinnaars waren synchroonzwemmers Natalja Isjtsjenko en Svetlana Romasjina, die namens Rusland het vijfde goud op rij wonnen bij het duet. Ook op het teamonderdeel wonnen de Russen voor de vijfde maal op rij een gouden medaille. In teamverband werd eveneens goud gewonnen door het vrouwenhandbalteam, dat in de finale Frankrijk versloeg, de mannen en vrouwen bij het schermen op de respectievelijke onderdelen floret en sabel en het vrouwenteam bij de ritmische gymnastiek. Net als bij het synchroonzwemmen leverde Rusland op zowel het team- als het individuele onderdeel van de ritmische gymnastiek voor de vijfde maal op rij de olympisch kampioenen. In het vrouwendubbelspel in het tennistoernooi wonnen Jekaterina Makarova en Jelena Vesnina het goud door in de finale de Zwitsers Timea Bacsinszky en toenmalig nummer een van de wereld Martina Hingis te verslaan.

## Medailleoverzicht
| Sport            | Olympiër(s) | Onderdeel                  | Medaille |
| ---------------- | --- | -------------------------- | -------- |
| Boksen           | Jevgeni Tisjtsjenko | –91kg (m)                  | Goud     |
| Gymnastiek       | Margarita Mamoen | ritmisch individueel (v)   | Goud     |
| Gymnastiek       | Vera Birjoekova Anastasia Bliznjoek Anastasia Maksimova Anastasia Tatareva Maria Tolkatsjova | ritmisch team (v)          | Goud     |
| Gymnastiek       | Alia Moestafina | brug (v)                   | Goud     |
| Handbal          | Olga Akopyan Irina Bliznova Vladlena Bobrovnikova Daria Dmitrieva Ekaterina Ilina Victoriya Kalinina Polina Kuznetsova Yekaterina Marennikova Maya Petrova Anna Sedoykina Anna Sen Marina Sudakova Anna Vyakhireva Tatyana Yerokhina Victoria Zhilinskayte | vrouwen                    | Goud     |
| Judo             | Beslan Moedranov | –60kg (m)                  | Goud     |
| Judo             | Chasan Chalmoerzajev | –81kg (m)                  | Goud     |
| Moderne vijfkamp | Aleksandr Lesoen | mannen                     | Goud     |
| Schermen         | Artoer Achmatchoezin Timoer Safin Aleksej Tsjeremisinov | floret team (m)            | Goud     |
| Schermen         | Inna Deriglazova | floret (v)                 | Goud     |
| Schermen         | Jana Jegorjan | sabel (v)                  | Goud     |
| Schermen         | Jekaterina Djatsjenko Joelia Gavrilova Jana Jegorjan Sofja Velikaja | sabel team (v)             | Goud     |
| Synchroonzwemmen | Natalja Isjtsjenko Svetlana Romasjina | duet (v)                   | Goud     |
| Synchroonzwemmen | Natalja Isjtsjenko Svetlana Kolesnitsjenko Aleksandra Patskevitsj Jelena Prokofjeva Svetlana Romasjina Alla Sjisjkina Maria Sjoerotsjkina Gelena Topilina Vlada Tsjigireva                                                                                 | team                       | Goud     |
| Tennis           | Jekaterina Makarova Jelena Vesnina | dubbelspel (v)             | Goud     |
| Worstelen        | Davit Tsjakvetadze | –75kg Grieks-Romeins (m)   | Goud     |
| Worstelen        | Roman Vlasov | –85kg Grieks-Romeins (m)   | Goud     |
| Worstelen        | Soslan Ramonov | –65kg vrije stijl (m)      | Goud     |
| Worstelen        | Abdoelrasjid Sadoelajev | –86kg vrije stijl (m)      | Goud     |
| Boogschieten     | Toejana Dasjidorzjijeva Ksenia Perova Inna Stepanova | team (v)                   | Zilver   |
| Gymnastiek       | Jana Koedrjavtseva | ritmisch individueel (v)   | Zilver   |
| Gymnastiek       | Denis Abljazin | sprong (m)                 | Zilver   |
| Gymnastiek       | Oleg Vernjajev | individuele meerkamp (m)   | Zilver   |
| Gymnastiek       | Maria Paseka | sprong (v)                 | Zilver   |
| Gymnastiek       | Angelina Melnikova Alija Moestafina Maria Paseka Daria Spiridonova Seda Toetchalian | meerkamp team (v)          | Zilver   |
| Schermen         | Sofja Velikaja | sabel (v)                  | Zilver   |
| Schietsport      | Sergej Kamenskij | 50m geweer 3 houdingen (m) | Zilver   |
| Schietsport      | Vitalina Batsarasjkina | 10m luchtpistool (v)       | Zilver   |
| Taekwondo        | Alexej Denisenko | –68kg (m)                  | Zilver   |
| Wielersport      | Darja Sjmeleva Anastasia Vojnova | teamsprint (v)             | Zilver   |
| Wielersport      | Olga Zabelinskaja | tijdrit (v)                | Zilver   |
| Worstelen        | Anjoear Gedoejev | –74kg vrije stijl (m)      | Zilver   |
| Worstelen        | Valerija Koblova-Zjoblova | –58kg vrije stijl (v)      | Zilver   |
| Worstelen        | Natalija Vorobeva | –69kg vrije stijl (v)      | Zilver   |
| Zwemmen          | Joelia Jefimova | 100m schoolslag (v)        | Zilver   |
| Zwemmen          | Joelia Jefimova | 200m schoolslag (v)        | Zilver   |
| Boksen           | Vladimir Nikitin | –56kg (m)                  | Brons    |
| Boksen           | Vitali Doenajtsev | –64kg (m)                  | Brons    |
| Boksen           | Anastasia Belijakova | -60kg (v)                  | Brons    |
| Gymnastiek       | David Beljavskij | brug (m)                   | Brons    |
| Gymnastiek       | Denis Abljazin | ringen (m)                 | Brons    |
| Gymnastiek       | Alija Moestafina | individuele meerkamp (v)   | Brons    |
| Judo             | Natalja Koezjoetina | –52kg (v)                  | Brons    |
| Kanovaren        | Ilya Shtokalov | C-1 1000m (m)              | Brons    |
| Kanovaren        | Roman Anosjkin | K-1 1000m (m)              | Brons    |
| Schermen         | Timoer Safin | floret (m)                 | Brons    |
| Schermen         | Olga Kotsjneva Violetta Kolobova Tatjana Logoenova Ljoebov Sjoetova | degen team (v)             | Brons    |
| Schietsport      | Vladimir Maslennikov | 10m luchtgeweer (m)        | Brons    |
| Schietsport      | Kirill Grigorjan | 50m geweer liggend (m)     | Brons    |
| Waterpolo        | Olga Belova Maria Borisova Nadezhda Fedotova Anna Grineva Evgeniya Ivanova Elvina Karimova Anna Karnaukh Ekaterina Lisunova Ekaterina Prokofyeva Anastasia Simanovich Evgenia Soboleva Anna Timofeeva Anna Ustyukhina                                      | vrouwen                    | Brons    |
| Wielersport      | Denis Dmitrijev | sprint (m)                 | Brons    |
| Worstelen        | Sergej Semenov | –130kg Grieks-Romeins (m)  | Brons    |
| Worstelen        | Jekaterina Boekina | –75kg vrije stijl (v)      | Brons    |
| Zeilen           | Stefanija Jelfoetina | RS:X (v)                   | Brons    |
| Zwemmen          | Jevgeni Rylov | 200m rugslag (m)           | Brons    |
| Zwemmen          | Anton Tsjoepkov | 200m schoolslag (m)        | Brons    |

## Deelnemers
(m) = mannen, (v) = vrouwen, (g) = gemengd

### Atletiek
| Olympiër       | Onderdeel       | Resultaat | Prestatie                                                 |
| -------------- | --------------- | --------- | --------------------------------------------------------- |
| Darja Klisjina | verspringen (v) | 9e        | kwalificatie groep A: 5de met 6,64m finale: 9de met 6,63m |

### Badminton
| Olympiër                     | Onderdeel      | Resultaat | Prestatie |
| ---------------------------- | -------------- | --------- | --- |
| Vladimir Malkov              | enkelspel (m)  | 14e       | groep E: 3de V van VIE Minh: 1-2 (21–15, 9–21, 13–21) V van CHN Lin: 0-2 (18–21, 7–21) W van AUT Obernosterer: 2-0 (21–11, 21–10)                                                                           |
| Vladimir Ivanov Ivan Sozonov | dubbelspel (m) | 5e        | groep A: 1ste V van TPE Lee/Tsai: 0-2 (21–11, 22–20) W van AUS Chau/Serasinghe: 2-0 (21–16, 21–16) W van KOR Lee/Yoo: 2-1 (21–17, 19–21, 21–16) kwartfinale: V van CHN Chai/Hong: 1-2 (13–21, 21–16, 16–21) |
|                              |                |           | |
| Natalja Perminova            | enkelspel (v)  | 14e       | groep N: 2de W van AUT Baldauf: 2-0 (21–17, 21–8) V van TPE Tai: 0-2 (12–21, 9–21) |

### Boksen
| Olympiër             | Onderdeel | Resultaat | Prestatie |
| -------------------- | --------- | --------- | --- |
| Vasili Jegorov       | –49kg (m) | 9e        | 1ste ronde: vrij 2de ronde: V van USA Nico Hernández: 0–3                                                                                             |
| Misja Alojan         | –52kg (m) | DSQ       | 1ste ronde: vrij 2de ronde: W van FRA Konki: 3–0 kwartfinale: W van COL Ávila: 3–0 halve finale: W van CHN Hu: 3–0 finale: V van UZB Zoirov: 0–3      |
| Vladimir Nikitin     | –56kg (m) | Brons     | 1ste ronde: W van VAN Warawara: 3–0 2de ronde: W van THA Butdee: 2–1 kwartfinale: W van IRL Conlan: 3–0 halve finale: V van USA Stevenson: w/o        |
| Adlan Abdoerasjidov  | –60kg (m) | 9e        | 1ste ronde: W van PNG Katua: 3–0 2de ronde: V van ALG Benbaziz: 0–3                                                                                   |
| Vitali Doenajtsev    | –64kg (m) | Brons     | 1ste ronde: vrij 2de ronde: W van MGL Chinzorig: 3–0 kwartfinale: W van CHN Hu: 3–0 halve finale: V van UZB Gaibnazarov: 1–2                          |
| Andrej Zamkovoj      | –69kg (m) | 17e       | 1ste ronde: V van KEN Okwiri: 1–2 |
| Artjem Tsjebotarev   | –75kg (m) | 9e        | 1ste ronde: vrij 2de ronde: V van AZE Shakhsuvarly: 1–2                                                                                               |
| Petr Khamoekov       | –81kg (m) | 17e       | 1ste ronde: V van VEN Ramirez: 1–2 |
| Jevgeni Tisjtsjenko  | –91kg (m) | Goud      | 1ste ronde: vrij 2de ronde: W van Nogueria: 3–0 kwartfinale: W van ITA Russo: 3–0 halve finale: W van UZB Tulaganov: 3–0 finale: W van KAZ Levit: 3–0 |
|                      |           |           | |
| Anastasia Beljakova  | –60kg (v) | Brons     | 1ste ronde: vrij kwartfinale: W van USA Mayer: 2–0 halve finale: V van FRA Mossely: tko                                                               |
| Jaroslava Jakoesjina | –75kg (v) | 5e        | 1ste ronde: W van TPE Chen: 3–0 kwartfinale: V van USA Shields: 0–3                                                                                   |

### Boogschieten
| Olympiër                                             | Onderdeel       | Resultaat | Prestatie |
| ---------------------------------------------------- | --------------- | --------- | --- |
| Toejana Dasjidorzhijeva                              | individueel (v) | 17e       | plaatsingsronde: 5de met 654 punten 1ste ronde: W van BHU Karma: 7–3 2de ronde: V van CHN Cao: 4–6                                                |
| Ksenia Perova                                        | individueel (v) | 17e       | plaatsingsronde: 17de met 641 punten 1ste ronde: W van COL Sánchez: 6–4 2de ronde: V van RUS Stepanova: 3–7                                       |
| Inna Stepanova                                       | individueel (v) | 9e        | plaatsingsronde: 16de met 643 punten 1ste ronde: W van IRI Nemati: 6–2 2de ronde: W van RUS Perova: 7–3 3de ronde: V van KOR Choi: 3–7            |
| Toejana Dasjidorzhijeva Ksenia Perova Inna Stepanova | team (v)        | Zilver    | plaatsingsronde: 2de met 1938 punten 1ste ronde: vrij kwartfinale: W van India: 5–4 halve finale: W van Italië: 5–3 finale: V van Zuid-Korea: 1–5 |

### Golf
| Olympiër          | Onderdeel | Resultaat | Prestatie                          |
| ----------------- | --------- | --------- | ---------------------------------- |
| Maria Vertsjenova | vrouwen   | 16e       | 280 punten: (75-70-73-62) (par –4) |

### Gymnastiek
| Olympiër                                                                                     | Onderdeel                | Resultaat     | Prestatie |
| Ritmisch                                                                                     | Ritmisch                 | Ritmisch      | Ritmisch |
| -------------------------------------------------------------------------------------------- | ------------------------ | ------------- | --- |
| Jana Koedrjavtseva                                                                           | individueel (v)          | Zilver        | kwalificatie: 2de hoepel: 4de met 18,166 punten bal: 2de met 18,616 punten knotsen: 1ste met 19,000 punten lint: 3de met 18,216 punten totaal: 73,998 punten finale: 2de hoepel: 1ste met 19,225 punten bal: 1ste met 19,250 punten knotsen: 5de met 17,883 punten lint: 1ste met 19,250 punten totaal: 75,608 punten |
| Margarita Mamoen                                                                             | individueel (v)          | Goud          | kwalificatie: 1ste hoepel: 1ste met 18,833 punten bal: 1ste met 19,000 punten knotsen: 11de met 17,500 punten lint: 1ste met 19,050 punten totaal: 74,383 punten finale: 1ste hoepel: 2de met 19,050 punten bal: 2de met 19,150 punten knotsen: 1ste met 19,050 punten lint: 2de met 19,233 punten totaal: 76,483 punten |
| Vera Birjoekova Anastasia Bliznjoek Anastasia Maksimova Anastasia Tatareva Maria Tolkatsjova | team (v)                 | Goud          | kwalificatie: 2de linten: 1ste met 18,283 punten knotsen/hoepels: 6de met 17,233 punten totaal: 35,516 punten finale: 1ste linten: 3de met 17,600 punten knotsen/hoepels: 1ste met 18,633 punten totaal: 36,233 punten |
| Trampoline                                                                                   |                          |               | |
| Dmitrij Oesjakov                                                                             | mannen                   | 5e            | kwalificatie: 4de met 109,180 punten finale: 5de met 59,525 punten |
| Andrej Joedin                                                                                | mannen                   | 8e            | kwalificatie: 5de met 108,725 punten finale= 8ste met 6,815 punten |
|                                                                                              |                          |               | |
| Jana Pavlova                                                                                 | vrouwen                  | 9e            | kwalificatie: 9de met 98,060 punten |
| Turnen                                                                                       |                          |               | |
| David Belyavsky                                                                              | brug (m)                 | Brons         | kwalificatie: 2de met 15,933 punten finale: 3de met 15,783 punten |
| Nikolay Kuksenkov                                                                            | brug (m)                 | 15e           | kwalificatie: 15de met 15,366 punten |
| Nikita Nagorny                                                                               | brug (m)                 | 61e           | kwalificatie: 61ste met 13,133 punten |
| Ivan Stretovich                                                                              | brug (m)                 | 20e           | kwalificatie: 20ste met 15,200 punten |
| David Belyavsky                                                                              | paard voltige (m)        | 5e            | kwalificatie: 8ste met 15,300 punten finale: 5de met 15,400 punten |
| Nikolay Kuksenkov                                                                            | paard voltige (m)        | 6e            | kwalificatie: 6de met 15,383 punten finale: 6de met 15,233 punten |
| Nikita Nagorny                                                                               | paard voltige (m)        | 21e           | kwalificatie: 21ste met 14,541 punten |
| Ivan Stretovich                                                                              | paard voltige (m)        | 20e           | kwalificatie: 20ste met 14,566 punten |
| David Belyavsky                                                                              | rekstok (m)              | 30e           | kwalificatie: 30ste met 14,533 punten |
| Nikolay Kuksenkov                                                                            | rekstok (m)              | 40e           | kwalificatie: 40ste met 14,100 punten |
| Nikita Nagorny                                                                               | rekstok (m)              | 68e           | kwalificatie: 68ste met 12,733 punten |
| Ivan Stretovich                                                                              | rekstok (m)              | 25e           | kwalificatie: 25ste met 14,633 punten |
| Denis Ablyazin                                                                               | ringen (m)               | Brons         | kwalificatie: 4de met 15,633 punten finale: 3de met 15,700 punten |
| David Belyavsky                                                                              | ringen (m)               | 26e           | kwalificatie: 26ste met 14,533 punten |
| Nikolay Kuksenkov                                                                            | ringen (m)               | 29e           | kwalificatie: 29ste met 14,433 punten |
| Nikita Nagorny                                                                               | ringen (m)               | 16e           | kwalificatie: 16de met 14,900 punten |
| Denis Ablyazin                                                                               | vloer (m)                | Zilver        | kwalificatie: 2de met 15,416 punten finale: 2de met 15,516 punten |
| Nikita Nagorny                                                                               | vloer (m)                | 5e            | kwalificatie: 6de met 15,283 punten finale: 5de met 15,316 punten |
| Denis Ablyazin                                                                               | sprong (m)               | 25e           | kwalificatie: 25ste met 14,700 punten |
| David Belyavsky                                                                              | sprong (m)               | 27e           | kwalificatie: 27ste met 14,600 punten |
| Nikolay Kuksenkov                                                                            | sprong (m)               | 26e           | kwalificatie: 26ste met 14,666 punten |
| Nikita Nagorny                                                                               | sprong (m)               | 42e           | kwalificatie: 42ste met 14,066 punten |
| David Belyavsky                                                                              | individuele meerkamp (m) | 4e            | kwalificatie: 3de brug: 2de met 15,933 punten paard voltige: 4de met 15,300 punten rekstok: 22ste met 14,533 punten ringen: 11de met 14,533 punten sprong: 11de met 14,900 punten vloer: 15de met 14,600 punten totaal: 89,799 punten finale: 4de brug: 3de met 15,933 punten paard voltige: 7de met 14,766 punten rekstok: 6de met 15,133 punten ringen: 13de met 14,533 punten sprong: 5de met 15,133 punten vloer: 7de met 15,000 punten totaal: 90,498 punten       |
| Nikolay Kuksenkov                                                                            | individuele meerkamp (m) | 13e           | kwalificatie: 9de brug: 13de met 15,633 punten paard voltige: 3de met 15,383 punten rekstok: 29ste met 14,100 punten ringen: 13de met 14,433 punten sprong: 11de met 14,900 punten vloer: 14de met 14,666 punten totaal: 88,848 punten finale: 13de brug: 9de met 15,233 punten paard voltige: 18de met 13,300 punten rekstok: 12de met 14,800 punten ringen: 8ste met 14,700 punten sprong: 10de met 14,966 punten vloer: 13de met 14,733 punten totaal: 87,732 punten |
| Nikita Nagorny                                                                               | individuele meerkamp (m) | 28e           | kwalificatie: 28ste brug: 45ste met 13,133 punten paard voltige: 14de met 14,541 punten rekstok: 49ste met 12,733 punten ringen: 4de met 14,900 punten sprong:' 4de met 15,266 punten vloer: 28ste met 14,066 punten totaal: 84,639 punten |
| Denis Abljazin David Beljavskij Nikolaj Koeksenkov Nikita Nagorny Ivan Stretovitsj           | meerkamp team (m)        | Zilver        | kwalificatie: 3de brug: 2de met 46,499 punten paard voltige: 2de met 45,249 punten rekstok: 10de met 43,266 punten ringen: 3de met 45,066 punten sprong: 2de met 45,566 punten vloer: 6de met 43,966 punten totaal: 269,612 punten finale: 2de brug: 4de met 46,033 punten paard voltige: 2de met 45,299 punten rekstok: 6de met 43,890 punten ringen: 1ste met 45,432 punten sprong: 2de met 46,033 punten vloer: 3de met 44,766 punten totaal: 271,453 punten         |
|                                                                                              |                          |               | |
| Angelina Melnikova                                                                           | balk (v)                 | 54e           | kwalificatie: 54ste met 13,266 punten |
| Aliya Mustafina                                                                              | balk (v)                 | 59e           | kwalificatie: 59ste met 13,033 punten |
| Darya Spiridonova                                                                            | balk (v)                 | 19e           | kwalificatie: 19de met 14,266 punten |
| Seda Tutkhalyan                                                                              | balk (v)                 | 14e           | kwalificatie: 14de met 14,466 punten |
| Angelina Melnikova                                                                           | brug (v)                 | 13e           | kwalificatie: 13de met 15,100 punten |
| Aliya Mustafina                                                                              | brug (v)                 | Goud          | kwalificatie: 2de met 15,833 punten finale: 1ste met 15,900 punten |
| Darya Spiridonova                                                                            | brug (v)                 | 8e            | kwalificatie: 4de met 14,683 punten finale: 8ste met 13,966 punten |
| Seda Tutkhalyan                                                                              | brug (v)                 | 11e           | kwalificatie: 11de met 15,133 punten |
| Mariya Paseka                                                                                | sprong (v)               | Zilver        | kwalificatie: 4de met 15,049 punten finale: 2de met 15,253 punten |
| Seda Tutkhalyan                                                                              | sprong (v)               | 10e           | kwalificatie: 10de met 14,733 punten |
| Angelina Melnikova                                                                           | vloer (v)                | 53e           | kwalificatie: 53ste met 13,200 punten |
| Aliya Mustafina                                                                              | vloer (v)                | 17e           | kwalificatie: 17de met 14,066 punten |
| Darya Spiridonova                                                                            | vloer (v)                | 74e           | kwalificatie: 74ste met 12,033 punten |
| Seda Tutkhalyan                                                                              | vloer (v)                | 25e           | kwalificatie: 25ste met 13,875 punten |
| Angelina Melnikova                                                                           | individuele meerkamp (v) | kwalificatie* | kwalificatie: 22ste balk: 36ste met 13,266 punten brug: 9de met 15,100 punten sprong: 8ste met 14,933 punten vloer: 37ste met 13,200 punten totaal: 56,499 punten |
| Aliya Mustafina                                                                              | individuele meerkamp (v) | Brons         | kwalificatie: 6de balk: 39ste met 13,033 punten brug: 1ste met 15,833 punten sprong: 5de met 15,166 punten vloer: 11de met 14,066 punten totaal: 58,098 punten finale: 3de balk: 12de met 13,866 punten brug: 1ste met 15,666 punten sprong: 5de met 15,200 punten vloer: 16de met 13,933 punten totaal: 58,665 punten |
| Seda Tutkhalyan                                                                              | individuele meerkamp (v) | 22e           | kwalificatie: 5de balk: 8ste met 14,466 punten brug: 7de met 15,133 punten sprong: 19de met 14,733 punten vloer: 19de met 13,875 punten totaal: 58,207 punten finale: 22ste balk: 13de met 13,800 punten brug: 6de met 15,033 punten sprong: 8ste met 14,866 punten vloer: 23ste met 10,966 punten totaal: 54,665 punten |
| Angelina Melnikova Alia Moestafina Maria Paseka Darja Spiridonova Seda Toetchaljan           | meerkamp team (v)        | Zilver        | kwalificatie: 3de balk: 8ste met 41,899 punten brug: 1ste met 46,649 punten sprong: 3de met 44,832 punten vloer: 10de met 41,141 punten totaal: 174,620 punten finale: 2de balk: 5de met 42,757 punten brug: 2de met 46,166 punten sprong: 2de met 45,733 punten vloer: 5de met 42,032 punten totaal: 176,688 punten |

### Handbal
Vrouwen
| Olympiër | Onderdeel | Resultaat | Prestatie |
| --- | --------- | --------- | --- |
| Anna Sedojkina Anna Sen Anna Vjachireva Darja Dmitrijeva Jekaterina Ilina Irina Bliznova Marina Soedakova Maja Petrova Olga Akopjan Polina Koeznetsova Tatjana Jerokhina Victoria Zhilinskajte Victorija Kalinina Vladlena Bobrovnikova Jekaterina Marennikova | vrouwen   | Goud      | groep B: 1ste W van Zuid-Korea: 30-25 W van Frankrijk: 26-25 W van Zweden: 36-34 W van Argentinië: 35-29 W van Nederland: 38-34 kwartfinale: W van Angola: 31-27 halve finale: W van Noorwegen: 38-37 finale: W van Frankrijk: 22-19 |

| № | Land       | Wedstrijden | Wedstrijden | Wedstrijden | Wedstrijden | Doelpunten | Doelpunten | Doelpunten | Punten |
| - | ---------- | ----------- | ----------- | ----------- | ----------- | ---------- | ---------- | ---------- | ------ |
| № | Land       | G           | W           | G           | V           | V          | T          | Saldo      | Punten |
| 1 | Rusland    | 5           | 5           | 0           | 0           | 165        | 147        | +18        | 10     |
| 2 | Frankrijk  | 5           | 4           | 0           | 1           | 118        | 93         | +25        | 8      |
| 3 | Zweden     | 5           | 2           | 1           | 2           | 150        | 141        | +9         | 5      |
| 4 | Nederland  | 5           | 1           | 2           | 2           | 135        | 135        | 0          | 4      |
| 5 | Zuid-Korea | 5           | 1           | 1           | 3           | 130        | 136        | −6         | 3      |
| 6 | Argentinië | 5           | 0           | 0           | 5           | 101        | 147        | −46        | 0      |

| Ronde        | Datum       | Lokale tijd | MEZT           | Plaats         | Land      | Score      | Land    |
| ------------ | ----------- | ----------- | -------------- | -------------- | --------- | ---------- | ------- |
| Groepsfase   |             |             |                |                |           |            |         |
| 6 augustus   | 14:40       | 19:40       | Rio de Janeiro | Rusland        | 30−25     | Zuid-Korea |         |
| 8 augustus   | 11:30       | 16:30       | Rio de Janeiro | Frankrijk      | 25−26     | Rusland    |         |
| 10 augustus  | 14:40       | 19:40       | Rio de Janeiro | Rusland        | 36−34     | Zweden     |         |
| 12 augustus  | 19:50       | 00:50       | Rio de Janeiro | Rusland        | 35−29     | Argentinië |         |
| 14 augustus  | 14:40       | 19:40       | Rio de Janeiro | Nederland      | 34−38     | Rusland    |         |
| Kwartfinale  | 16 augustus | 20:30       | 01:30          | Rio de Janeiro | Rusland   | 31−27      | Angola  |
| Halve finale | 18 augustus | 20:30       | 01:30          | Rio de Janeiro | Noorwegen | 37−38      | Rusland |
| Finale       | 20 augustus | 15:30       | 20:30          | Rio de Janeiro | Frankrijk | 19−22      | Rusland |

### Judo
| Olympiër             | Onderdeel  | Resultaat | Prestatie |
| -------------------- | ---------- | --------- | --- |
| Beslan Moedranov     | –60kg (m)  | Goud      | 1ste ronde: W van NED Mooren: yuko 3de ronde: W van ARM Davtyan: yuko kwartfinale: W van KOR Kim: ippon halve finale: W van GEO Papinasjvili: ippon finale: W van KAZ Smetov: waza-ari                            |
| Mikhail Poeljajev    | –66kg (m)  | 17e       | 1ste ronde: vrij 2de ronde: V van CAN Bouchard: yuko |
| Denis Iartsjev       | –73kg (m)  | 7e        | 1ste ronde: vrij 2de ronde: W van FRA Duprat: yuko 3de ronde: W van CHN Sai: ippon kwartfinale: V van BEL van Tichelt: yuko herkansingen: V van GEO Sjavdatoeasjvili: ippon                                       |
| Chasan Chalmoerzajev | –81kg (m)  | Goud      | 1ste ronde: vrij 2de ronde: W van IRI Mollaei: shido 3de ronde: W van EGY Abdelaal: waza-ari kwartfinale: W van CAN Valois-Fortier: waza-ari halve finale: W van UAE Toma: ippon finale: W van USA Stevens: ippon |
| Kirill Denisov       | –90kg (m)  | 17e       | 1ste ronde: vrij 2de ronde: V van AZE Mehdiyev: ippon |
| Tagir Chajboelajev   | –100kg (m) | 17de      | 1ste ronde: vrij 2de ronde: V van AZE Gasimov: waza-ari |
| Tagir Chajboelajev   | +100kg (m) | 9e        | 1ste ronde: vrij 2de ronde: W van AUT Allerstorfer: yuko 3de ronde: V van BRA Rafaela Silva: ippon |
|                      |            |           | |
| Irina Dolgova        | –48kg (v)  | 9e        | 1ste ronde: W van PRK Kim: waza-ari 2de ronde: V van ARG Pareto: ippon |
| Natalja Koezjoetina  | –52kg (v)  | Brons     | 1ste ronde: vrij 2de ronde: W van CAN Guica: yuko kwartfinale: V van JPN Nakamura: ippon herkansingen: W van MRI Legentin: ippon bronzen finale: W van CHN Ma: ippon                                              |
| Irina Zabloedina     | –57kg (v)  | 17e       | 1ste ronde: V van NZL Manuel: yuko |
| Jekaterina Valkova   | –63kg (v)  | 17e       | 1ste ronde: V' van NED van Emden: shido |
| Ksenia Tsjibisova    | +78kg (v)  | 9e        | 1ste ronde: W van GER Kübls: shido 2de ronde: V van CUB Ortiz: ippon |

### Kanovaren
| Olympiër                                                      | Onderdeel     | Resultaat | Prestatie |
| Slalom                                                        | Slalom        | Slalom    | Slalom |
| ------------------------------------------------------------- | ------------- | --------- | --- |
| Alexander Lipatov                                             | C-1 (m)       | 13e       | voorronde: 10de run 1: 10de in 101,78 run 2: 7de in 98,72 halve finale: 13de in 104,69                         |
| Mikail Koeznetsov Dmitry Larionov                             | C-2 (m)       | 6e        | voorronde: 8ste run 1: 12de met 167,26 run 2: 5de in 107,39 halve finale: 8ste in 112,39 finale: 6de in 106,70 |
| Pavel Eigel                                                   | K-1 (m)       | 9e        | voorronde: 6de run 1: 15de met 96,72 run 2: 4de in 88,57 halve finale: 7de in 92,43 finale: 9de in 92,62       |
|                                                               |               |           | |
| Marta Kharitonova                                             | K-1 (v)       | 15e       | voorronde: 8ste run 1: 13de met 111,01 run 2: 5de in 104,72 halve finale: 15de in 160,3                        |
| Sprint                                                        |               |           | |
| Andrej Krajtor                                                | C-1 200m (m)  | 6e        | serie 3: 1ste in 39,985 halve finale 2: 1ste in 40,394 finale: 6de in 40,105                                   |
| Ilja Sjtokalov                                                | C-1 1000m (m) | 4e        | serie 2: 3de in 4.02,626 halve finale 1: 1ste in 3.58,259 finale: 4de in 4.00,963                              |
| Ilja Pervoekhin Ilja Sjtokalov                                | C-2 1000m (m) | 5e        | serie 1: 3de in 3.43,105 halve finale 2: 3de in 3.42,127 finale: 5de in 3.46,776                               |
| Jevgeni Loekantsov                                            | K-1 200m (m)  | 14e       | serie 2: 4de in 35,245 halve finale 1: 7de in 35,567 finale B: 6de in 37,482                                   |
| Roman Anosjkin                                                | K-1 1000m (m) | Brons     | serie 2: 5de in 3.37,296 halve finale 2: 1ste in 3.34,833 finale: 3de in 3.33,363                              |
| Roman Anosjkin Kirill Ljapoenov Vasili Pogreban Oleg Zhestkov | K-4 1000m (m) | 9e        | serie 2: 4de in 2.56,662 halve finale 2: 4de in 3.01,065 finale B: 1ste in 3.06,825                            |
|                                                               |               |           | |
| Jelena Anjoesjina                                             | K-1 500m (v)  | 9e        | serie 4: 3de in 1.52,597 halve finale 2: 4de in 1.57,229 finale B: 1ste in 1.57,202                            |
| Jelena Anjoesjina Kira Stepanova                              | K-2 500m (v)  | 5e        | serie 1: 5de in 1.45,906 halve finale 2: 2de in 1.42,439 finale: 5de in 1.46,319                               |

### Moderne vijfkamp
| Olympiër               | Onderdeel | Resultaat | Prestatie |
| ---------------------- | --------- | --------- | --- |
| Aleksander Lesoen      | mannen    | Goud      | zwemmen:: 22ste in 2.05,58 schermen: 35ste met 8 overwinningen paardensport: 13de met 290 punten atletiek/schietsport: 5de in 12.30,76 totaal: 1479 punten   |
|                        |           |           | |
| Goelnaz Goebajdoellina | vrouwen   | 14e       | zwemmen:=: 1ste in 2.07,94 schermen: 1ste met 28 overwinningen paardensport: 21ste met 279 punten atletiek/schietsport: 6de in 12.32,67 totaal: 1305 punten  |
| Donata Rimšaitė        | vrouwen   | 11e       | zwemmen:: 29ste in 2.22,08 schermen: 16de met 17 overwinningen paardensport: 17de met 284 punten atletiek/schietsport: 20ste in 11.32,35 totaal: 1308 punten |

### Paardensport
Dressuur
| Olympiër                                              | Onderdeel       | Resultaat | Prestatie                                                                      |
| Dressuur                                              | Dressuur        | Dressuur  | Dressuur                                                                       |
| ----------------------------------------------------- | --------------- | --------- | ------------------------------------------------------------------------------ |
| Marina Aframejeva                                     | individueel     | 32e       | Grand Prix: 32ste met 71,343%                                                  |
| Inessa Merkoelova                                     | individueel     | 23e       | Grand Prix: 14de met 75,800% Grand Prix Special: 23ste met 73,154%             |
| Eventing                                              |                 |           |                                                                                |
| Aleksandr Markov                                      | individueel     | 39e       | dressuur: 39ste met 48,90 strafpunten                                          |
| Andrej Mitin                                          | individueel     | 62e       | dressuur: 62ste met 59,90 strafpunten                                          |
| Jevgenija Ovtsjinnikova                               | individueel     | 65e       | dressuur: 65ste met 66,00 strafpunten cross-country: DNF                       |
| Aleksandr Markov Andrej Mitin Jevgenija Ovtsjinnikova | eventing (team) | 13e       | dressuur: 13de met 174,80 strafpunten cross-country: 13de met 3000 strafpunten |

### Roeien
| Olympiër                                                         | Onderdeel       | Resultaat | Prestatie |
| ---------------------------------------------------------------- | --------------- | --------- | --- |
| Artjom Kosov Nikita Morgatsjov Vladislav Rjabzev Anton Zaroetski | vier-zonder (m) | 10e       | serie 1: 5de in 6.03,89 herkansingen: 3de in 6.39,32 halve finale 1: 6de in 6.24,89 finale B: 4de in 6.02,09 |

### Schermen
| Olympiër                                                             | Onderdeel       | Resultaat | Prestatie |
| -------------------------------------------------------------------- | --------------- | --------- | --- |
| Vadim Anokhin                                                        | degen (m)       | 9e        | 1ste ronde: vrij 2de ronde: W van CAN Brinck-Croteau: 15–14 3de ronde: V van SUI Heinzer: 7–15 |
| Anton Avdejev                                                        | degen (m)       | 9e        | 1ste ronde: vrij 2de ronde: W van NED Verwijlen: 15–9 3de ronde: V van JPN Minobe: 12–15 |
| Pavel Soechov                                                        | degen (m)       | 17e       | 1ste ronde: vrij 2de ronde: V van KOR Park: 11–15 |
| Vadim Anokhin Anton Avdejev Sergej Khodos Pavel Soechov              | degen team (m)  | 7e        | 1ste ronde: vrij kwartfinale: V van Oekraïne: 32–45 5-8ste plek: V van Zwitserland: 28–45 7-8ste plek: W van Venezuela: 36–30                                                                                 |
| Artoer Akhmatkhoezin                                                 | floret (m)      | 9e        | 1ste ronde: vrij 2de ronde: W van USA Chamley-Watson: 15–13 3de ronde: V van USA Massialas: 9–15 |
| Aleksej Tsjeremisinov                                                | floret (m)      | 17e       | 1ste ronde: vrij 2de ronde: V van RUS Safin: 10–15 |
| Timoer Safin                                                         | floret (m)      | Brons     | 1ste ronde: vrij 2de ronde: W van RUS Tsjeremisinov: 15–10 3de ronde: W van GBR Davis: 15–12 kwartfinale: W van CHN Chen: 15–7 halve finale: V van ITA Garozzo: 8–15 bronzen finale: W van GBR Kruse: 15–13   |
| Artoer Akhmatkhoezin Aleksej Tsjereminisov Timoer Safin              | floret team (m) | Goud      | 1ste ronde: vrij kwartfinale: W van Groot-Brittannië: 45–43 halve finale: W van Verenigde Staten: 45–41 finale: W van Frankrijk: 45–41                                                                        |
| Nikolaj Kovaljov                                                     | sabel (m)       | 5e        | 1ste ronde: W van HUN Decsi: 15–10 2de ronde: W van ITA Montano: 15–13 kwartfinale: V van KOR Kim: 10–15 |
| Aleksej Jakimenko                                                    | sabel (m)       | 17e       | 1ste ronde: V van BUL Paskov: 14–15 |
|                                                                      |                 |           | |
| Violetta Kolobova                                                    | degen (v)       | 17e       | 1ste ronde: vrij 2de ronde: V van KOR Choi: 12–15 |
| Tatjana Logoenova                                                    | degen (v)       | 17e       | 1ste ronde: vrij 2de ronde: V van JPN Nakano: 14–15 |
| Ljoebov Sjoetova                                                     | degen (v)       | 17e       | 1ste ronde: vrij 2de ronde: V van HKG Kong: 10–15 |
| Violetta Kolobova Tatjana Logoenova Ljoebov Sjoetova Olga Kotsjneva  | degen team (v)  | Brons     | 1ste ronde: vrij kwartfinale: W van Frankrijk: 44–41 halve finale: V van Roemenië: 31–45 bronzen finale: W van Estland: 37–31                                                                                 |
| Inna Deriglazova                                                     | floret (v)      | Goud      | 1ste ronde: vrij 2de ronde: W van BRA Bulcão: 15–6 3de ronde: V van HUN Mohamed: 15–6 kwartfinale: W van FRA Guyart: 15–6 halve finale: W van RUS Sjanajeva: 15–3 finale: W van ITA Di Francisca: 12–11       |
| Aida Sjanajeva                                                       | floret (v)      | 4e        | 1ste ronde: vrij 2de ronde: W van BRA Rochel: 15–13 3de ronde: W van KOR Jeon: 15–11 kwartfinale: W van FRA Thibus: 15–13 halve finale: V van RUS Deriglazova: 3–15 bronzen finale: V van TUN Boubakri: 11–15 |
| Jekaterina Djatsjenko                                                | sabel (v)       | 5e        | 1ste ronde: vrij 2de ronde: W van KOR Seo: 15–12 3de ronde: W van USA Zagunis: 15–12 kwartfinale: V van RUS Jegorjan: 10–15                                                                                   |
| Jana Jegorjan                                                        | sabel (v)       | Goud      | 1ste ronde: vrij 2de ronde: W van MEX Arrayales: 15–7 3de ronde: W van GRE Vougiouka: 15–11 kwartfinale: W van RUS Djatsjenko: 15–10 halve finale: W van UKR Charlan: 15–9 finale: W van RUS Velikaja: 15–14  |
| Sofja Velikaja                                                       | sabel (v)       | Zilver    | 1ste ronde: vrij 2de ronde: W van POL Jóźwiak: 15–5 3de ronde: W van FRA Lembach: 15–14 kwartfinale: W van FRA Berder: 15–10 halve finale: W van FRA Brunet: 15–14 finale: V van RUS Jegorjan: 14–15          |
| Jekaterina Djatsjenko Jana Jegorjan Joelija Gavrilova Sofja Velikaja | sabel team (v)  | Goud      | 1ste ronde: vrij kwartfinale: W van Mexico: 45–31 halve finale: W van Verenigde Staten: 45–42 finale: W van Oekraïne: 45–30                                                                                   |

### Schietsport
| Olympiër               | Onderdeel                  | Resultaat | Prestatie                                                                                                   |
| ---------------------- | -------------------------- | --------- | --- |
| Sergej Kamenski        | 10m luchtgeweer (m)        | 16e       | kwalificatie: 16de met 623,2 punten (103,7-104,2-104,5-104,0-104,4-102,4)                                   |
| Vladimir Maslennikov   | 10m luchtgeweer (m)        | Brons     | kwalificatie: 2de met 629,0 punten (105,3-103,7-105,4-105,2-103,9-105,5) finale: 3de met 184,2 punten       |
| Sergej Kamenski        | 50m geweer 3 houdingen (m) | Zilver    | kwalificatie: 1ste met 1184 punten (397-397-390) (OR) finale: 2de met 458,5 punten                          |
| Fedor Vlasov           | 50m geweer 3 houdingen (m) | 7e        | kwalificatie: 6de met 1176 punten (394-398-384) finale: 7de met 403,1 punten                                |
| Kirill Grigoryan       | 50m geweer liggend (m)     | Brons     | kwalificatie: 2de met 628,9 punten (105,2-104,8-105,2-104,1-104,9-104,7) finale: 3de met 187,3 punten       |
| Sergej Kamenski        | 50m geweer liggend (m)     | 4e        | kwalificatie: 1ste met 629,0 punten (103,9-105,0-106,1-104,7-105,2-104,1) (OR) finale: 4de met 165,8 punten |
| Vladimir Gontsjarov    | 50m pistool (m)            | 6e        | kwalificatie: 4de met 557 punten (86-92-96-96-96-91) finale: 6de met 111,0 punten                           |
| Denis Koelakov         | 50m pistool (m)            | 23e       | kwalificatie: 23ste met 548 punten (92-92-90-93-87-94)                                                      |
| Aleksej Klimov         | 25m snelvuurpistool (m)    | 9e        | kwalificatie: 9de met 581 punten (289-292)                                                                  |
| Vladimir Gontsjarov    | 10m luchtpistool (m)       | 7e        | kwalificatie: 8ste met 580 punten (96-96-99-98-94-97) finale: 7de met 98,9 punten                           |
| Vladimir Isakov        | 10m luchtpistool (m)       | 31e       | kwalificatie: 31ste met 574 punten (94-93-96-96-98-97)                                                      |
| Anton Astakhov         | skeet (m)                  | 12e       | kwalificatie: 12de met 119 punten (22-24-23-25-25)                                                          |
| Aleksej Alipov         | trap (m)                   | 7e        | kwalificatie: 7de met 117 punten (21-22-25-24-25)                                                           |
| Vitali Fokejev         | dubbeltrap (m)             | 11e       | kwalificatie: 11de met 133 punten (27-25-27-27-27)                                                          |
| Vasili Mosin           | dubbeltrap (m)             | 13e       | kwalificatie: 13de met 132 punten (26-23-26-29-28)                                                          |
|                        |                            |           | |
| Darja Vdovina          | 10m luchtgeweer (v)        | 5e        | kwalificatie: 5de met 417,4 punten (103,9-104,7-104,7-104,1) finale: 5de met 143,5 punten                   |
| Darja Vdovina          | 50m geweer 3 houdingen     | 15e       | kwalificatie: 15de met 579 punten (195-197-187)                                                             |
| Vitalina Batsarasjkina | 25m pistool (v)            | 13e       | kwalificatie: 13de met 578 punten (289-289)                                                                 |
| Jekaterina Korsjoenova | 25m pistool (v)            | 5e        | kwalificatie: 8ste met 582 punten (292-290) finale: 5de met 16 punten                                       |
| Vitalina Batsarasjkina | 10 m luchtpistool (v)      | Zilver    | kwalificatie: 1ste met 390 punten (98-98-95-99) finale: 2de met 197,1 punten                                |
| Jekaterina Korsjoenova | 10 m luchtpistool (v)      | 8e        | kwalificatie: 2de met 387 punten (97-96-98-96) finale: 8ste met 73,5 punten                                 |
| Albina Sjakirova       | skeet (v)                  | 7e        | kwalificatie: 7de met 69 punten (21-23-25)                                                                  |
| Tatjana Barsoek        | trap (v)                   | 18e       | kwalificatie: 18de met 62 punten (21-22-19)                                                                 |
| Jekaterina Rabaja      | trap (v)                   | 11e       | kwalificatie: 11de met 65 punten (22-20-23)                                                                 |

### Schoonspringen
| Olympiër                          | Onderdeel                | Resultaat | Prestatie                                                                                            |
| --------------------------------- | ------------------------ | --------- | --- |
| Jevgeni Koeznetsov                | 3m plank (m)             | 4e        | voorronde: 4de met 449,90 punten halve finale: 3de met 468,35 punten finale: 4de met 481,35 punten   |
| Ilja Zacharov                     | 3m plank (m)             | 18e       | voorronde: 18de met 389,90 punten halve finale: 1d8e met 345,60 punten (18e)                         |
| Viktor Minibajev                  | 10m toren (m)            | 8e        | voorronde: 8ste met 462,25 punten halve finale: 6de met 474,10 punten finale: 8ste met 481,60 punten |
| Nikita Shleikher                  | 10m toren (m)            | 17e       | voorronde: 16de met 418,15 punten halve finale: 17de met 415,75 punten                               |
| Jevgeni Koeznetsov Ilja Zacharov  | 3m plank synchroon (m)   | 7e        | 385,17 punten                                                                                        |
| Viktor Minibajev Nikita Shleikher | 10 m toren synchroon (m) | 7e        | 417,57 punten                                                                                        |
|                                   |                          |           | |
| Nadezjda Bazjina                  | 3 m plank (v)            | 26e       | 'voorronde: 26ste met 252,00 punten                                                                  |
| Kristina Ilinych                  | 3 m plank (v)            | 15e       | voorronde: 15de met 304,05 punten halve finale: 15de met 295,20 punten                               |
| Jekaterina Petoechova             | 10m toren (v)            | 18e       | voorronde:11de met 317,25 punten halve finale: 18de met 259,50 punten                                |
| Joelia Timosjinina                | 10m toren (v)            | 28e       | voorronde: 28ste met 212,25 punten                                                                   |

### Synchroonzwemmen
| Olympiër | Onderdeel | Resultaat | Prestatie |
| --- | --------- | --------- | --- |
| Natalja Isjtsjenko VS Svetlana Romasjina VS | duet      | Goud      | technische routine: 1ste met 96,4577 punten vrije routine (voorronde): 1ste met 98,0667 punten vrije routine (finale): 1ste met 98,5333 punten totaal: 194,9910 punten |
| Vlada Tsjigireva Natalja Isjtsjenko Svetlana Kolesnitsjenko Aleksandra Patskevitsj Svetlana Romasjina Alla Sjisjkina Maria Sjoerotsjkina Gelena Topilina Jelena Prokofjeva | team      | Goud      | technische routine: 1ste met 97,0106 punten vrije routine: 1ste met 99,1333 punten totaal: 196,1439 punten                                                             |

### Taekwondo
| Olympiër               | Onderdeel | Resultaat | Prestatie |
| ---------------------- | --------- | --------- | --- |
| Aleksej Denisenko      | –68kg (m) | Zilver    | voorronde: W van VEN Contreras: 12–2 kwartfinale: W van TUR Tazegül: 19–6PG halve finale: W van BEL Achab: 6–1 finale: V van JOR Abughaush: 6–10 |
| Albert Gaoen           | –80kg (m) | 11e       | voorronde: V van USA López: 4–7 |
|                        |           |           | |
| Anastasia Barisjnikova | –79kg (v) | 11e       | voorronde: V van GER Güleç: 8–9 |

### Tafeltennis
| Olympiër            | Onderdeel     | Resultaat | Prestatie |
| ------------------- | ------------- | --------- | --- |
| Aleksander Sjibajev | enkelspel (m) | 17e       | voorronde: vrij 1ste ronde: vrij 2de ronde: W van POL Dyjas: 4–0 (11-9, 11-8, 11-8, 11-9) 3de ronde: V van GER Boll: 3–4 (14-12, 4-11, 11-7, 7-11, 12-10, 10-12, 6-11) |
|                     |               |           | |
| Maria Dolgich       | enkelspel (v) | 49e       | voorronde: vrij 1ste ronde: V van AUS Fang Lay: 3–4 (6-11, 7-11, 11-8, 11-6, 10-12, 11-8, 5-11)                                                                        |
| Polina Michailova   | enkelspel (v) | 33e       | voorronde: vrij 1ste ronde: vrij 2de ronde: V van BLR Pavlovitsj: 2–4 (11-9, 11-8, 9-11, 11-13, 7-11, 8-11)                                                            |

### Tennis
| Olympiër                             | Onderdeel      | Resultaat | Prestatie |
| ------------------------------------ | -------------- | --------- | --- |
| Jevgeni Donskoj                      | enkelspel (m)  | 9e        | 1ste ronde: W van GER Struff: 6–3, 6–4 2de ronde: W van ESP Ferrer: 3–6, 7–6(1), 7–5 3de ronde: V van USA Johnson: 1–6, 1–6 |
| Tejmoeraz Gabasjvili                 | enkelspel (m)  | 33e       | 1ste ronde: V van MDA Albot: 6–4, 4–6, 4–6 |
| Andrej Koeznetsov                    | enkelspel (m)  | 33e       | 1ste ronde: V van ESP Bautista Agut 7–6(4), 2–6, opgave |
|                                      |                |           | |
| Darja Kasatkina                      | enkelspel (v)  | 5e        | 1ste ronde: W van TUN Jabeur: 3–6, 7–6(4), 6–1 2de ronde: W van CHN Zheng: 6–1, 6–4 3de ronde: W van ITA Errani: 7–5, 6–2 kwartfinale: V van USA Keys: 3–6, 1–6                                                                                             |
| Svetlana Koeznetsova                 | enkelspel (v)  | 9e        | 1ste ronde: W van CHN Wang: 6–1, 4–6, 6–0 2de ronde: W' van ROU Niculescu: w/o 3de ronde: V van GBR Konta: 6–3, 5–7, 5–7 |
| Jekaterina Makarova                  | enkelspel (v)  | 9e        | 1ste ronde: W van TUR Büyükakçay: 3–6, 6–0, 7–6 (6) 2de ronde: W van SVK Schmiedlová: 3–6, 6–4, 6–2 3de ronde: V van CZE Kvitová: 6–4, 4–6, 4–6 |
| Anastasija Pavljoetsjenkova          | enkelspel (v)  | 17e       | 1ste ronde: W van POL Linette: 6–0, 6–3 2de ronde: V van PUR Puig: 3–6, 2–6 |
| Darja Kasatkina Svetlana Koeznetsova | dubbelspel (v) | 5e        | 1ste ronde: W van GER Grönefeld/Siegemund: 6–1, 6–4 2de ronde: W van JPN Doi/Hozumi: 6–4, 1–6, 6–1 kwartfinale: V van CZE Hlaváčková/Hradecká: 1–6, 6–4, 5–7                                                                                                |
| Jekaterina Makarova Jelena Vesnina   | dubbelspel (v) | Goud      | 1ste ronde: W van AUS Rodionova/Rodionova: 6–1, 6–2 2de ronde: W van ROU Mitu/Olaru: 6–1, 6–4 kwartfinale: W van ESP Muguruza/Suárez Navarro: 6–3, 6–4 halve finale: W van CZE Šafářová/Strýcová: 7–6(7), 6–4 finale: W van SUI Bacsinszky/Hingis: 6–4, 6–4 |

### Triatlon
| Olympiër               | Onderdeel | Resultaat | Prestatie      |
| ---------------------- | --------- | --------- | -------------- |
| Aleksander Brjoekhanov | mannen    | DNF       | niet gefinisht |
| Dmitri Poljanski       | mannen    | 32e       | 1:49.26        |
| Igor Poljanski         | mannen    | 31e       | 1:49.11        |
|                        |           |           |                |
| Anastasia Abrosimova   | vrouwen   | 32e       | 2:02.45        |
| Aleksandra Razarenova  | vrouwen   | 20e       | 2:01.09        |
| Maria Sjorets          | vrouwen   | 25e       | 2:01.33        |

### Volleybal

#### Beach
| Olympiër                                    | Onderdeel | Resultaat | Prestatie |
| ------------------------------------------- | --------- | --------- | --- |
| Vjatsjeslav Krasilnikov Konstantin Semjonov | mannen    | 4e        | groep F: W van POL Fijałek/Prudel: 2-0 (21–14, 21–13) W van CHI E. Grimalt/M. Grimalt: 2-0 (21–17, 21–14) W van NED Nummerdor/Varenhorst: 2-1 (21–15, 14–21, 15–9) 2de ronde: W van QAT Younousse/Jefferson: 2-0 (21–13, 21–13) kwartfinale: W van CUB Díaz/González: 2-1 (22–20, 22–24, 18–16) halve finale: V van ITA Lupo/Nicolai: 1-2 (21–15, 16–21, 13–15) bronzen finale: V van NED Brouwer/Meeuwsen: 0-2 (21–13, 20–22) |
| Dmitri Barsoek Nikita Ljamin                | mannen    | 5e        | groep B: 2de V van NED Brouwer/Meeuwsen: 0-2 (15–21, 14–21) W van POL Kantor/Łosiak (21–14, 21–17) 2de ronde: W van BRA Evandro/Solberg: 2-1 (16–21, 21–14, 15–10) kwartfinale: V van ITA Lupo/Nicolai: 1-2 (18–21, 22–20, 11–15) |
|                                             |           |           | |
| Jekaterina Birlova Jevgenia Oekolova        | vrouwen   | 5e        | groep A: 3de V van BRA Antunes/França: 0-2 (14–21, 16–21) V van POL Brzostek/Kołosińska: 0-2 (19–21, 18–21) W van USA Fendrick/Sweat: 2-1 (21–18, 24–26, 15–13) herkansing: W van CZE Hermannová/Sluková: (21–19, 12–21, 15–10) 2de ronde: W van ESP Baquerizo/Fernández: 2-0 (23–21, 24–22) kwartfinale: V van BRA Ágatha/Bárbara: 0-2 (21–23, 16–21)                                                                         |

#### Zaal
| Olympiër | Onderdeel | Resultaat | Prestatie |
| --- | --------- | --------- | --- |
| Igor Kozbar Sergej Grankin Dmitri Volkov Sergej Tetjoechin A VO Andrej Asjtsjev Konstantin Bakoen Artem Volvitsj Aleksej Verbov L Maksim Michailov Aleksandr Volkov Egor Kljoeka Artem Ermakov | mannen    | 4e        | groep B: 3de W van Cuba: 3-1 (25-17, 25-19, 22-25, 25-18) V van Argentinië: 1-3 (18-25, 25-18, 18-25, 21-25) W van Egypte: 3-0 (25-11, 25-17, 25-9) W van Polen: 3-2 (25-18, 16-25, 25-18, 22-25, 15-13) W van Iran: 3-0 (25-23, 25-16, 25-20) kwartfinale: W van Canada: 3-0 (25-15, 25-20, 25-18) halve finale: V van Brazilië: 0-3 (21-25, 20-25, 17-25) bronzen finale: V van Verenigde Staten: 2-3 (25-23, 25-21, 19-25, 19-25, 13-25) |

| Groep B |            |             |             |             |             |             |             |        |        |        |        |
| #       | Land       | Wedstrijden | Wedstrijden | Wedstrijden | Wedstrijden | Wedstrijden | Wedstrijden | Punten | Punten | Punten | Punten |
| #       | Land       | G           | W           | V           | SW          | SV          | SR          | SPW    | SPL    | Saldo  | PNT    |
| 1       | Argentinië | 5           | 4           | 1           | 12          | 4           | +8          | 394    | 335    | +59    | 12     |
| 2       | Polen      | 5           | 4           | 1           | 14          | 5           | +9          | 447    | 389    | +58    | 12     |
| 3       | Rusland    | 5           | 4           | 1           | 13          | 6           | +7          | 432    | 367    | +65    | 11     |
| 4       | Iran       | 5           | 2           | 3           | 8           | 9           | −1          | 389    | 392    | −3     | 7      |
| 5       | Egypte     | 5           | 1           | 4           | 3           | 12          | −9          | 286    | 362    | −76    | 3      |
| 6       | Cuba       | 5           | 0           | 5           | 1           | 15          | −14         | 300    | 403    | −103   | 0      |

| Ronde          | Datum       | Lokale tijd | MEZT           | Plaats         | Land             | Score      | Land     |
| -------------- | ----------- | ----------- | -------------- | -------------- | ---------------- | ---------- | -------- |
| Groepsfase     |             |             |                |                |                  |            |          |
| 7 augustus     | 20:30       | 01:30       | Rio de Janeiro | Rusland        | 3−1              | Cuba       |          |
| 9 augustus     | 09:30       | 14:30       | Rio de Janeiro | Rusland        | 1−3              | Argentinië |          |
| 11 augustus    | 11:35       | 16:35       | Rio de Janeiro | Rusland        | 3−0              | Egypte     |          |
| 13 augustus    | 15:00       | 20:00       | Rio de Janeiro | Polen          | 2−3              | Rusland    |          |
| 15 augustus    | 15:00       | 20:00       | Rio de Janeiro | Rusland        | 3−0              | Iran       |          |
| Kwartfinale    | 17 augustus | 10:00       | 15:00          | Rio de Janeiro | Canada           | 0−3        | Rusland  |
| Halve finale   | 19 augustus | 22:15       | 03:15          | Rio de Janeiro | Rusland          | 0−3        | Brazilië |
| Bronzen finale | 21 augustus | 09:30       | 14:30          | Rio de Janeiro | Verenigde Staten | 3−2        | Rusland  |

Vrouwen
| Olympiër | Onderdeel | Resultaat | Prestatie |
| --- | --------- | --------- | --- |
| Jana Sjtsjerban Jelena Ezjova Irina Zarjazjko Darja Maligina Natalija Gontsjarova Vera Oeljakina Jekaterina Kosjanenko A Irina Fetisova Tatjana Kosjeleva Irina Voronkova Anna Malova L Anastasia Sjljachovaja | vrouwen   | 5e        | groep A: 3de W van Argentinië: 3-0 (25-13, 25-10, 25-16) W van Zuid-Korea: 3-1 (25-23, 23-25, 25-23, 25-14) W van Kameroen: 3-0 (25-19, 25-22, 25-23) W van Japan: 3-0 (25-14, 30-28, 25-18) V van Brazilië: 0-3 (23-25, 21-25, 21-25) kwartfinale: V van Servië: 0-3 (9-25, 22-25, 21-25) |

| # | Ploeg      | Punten | Wedstrijden | Wedstrijden | Wedstrijden | Spelpunten | Spelpunten | Spelpunten | Sets | Sets | Sets  |
| # | Ploeg      | Punten | G           | W           | V           | W          | V          | Ratio      | W    | V    | Ratio |
| - | ---------- | ------ | ----------- | ----------- | ----------- | ---------- | ---------- | ---------- | ---- | ---- | ----- |
| 1 | Brazilië   | 15     | 5           | 5           | 0           | 377        | 272        | 1,386      | 15   | 0    | —     |
| 2 | Rusland    | 12     | 5           | 4           | 1           | 393        | 323        | 1,216      | 12   | 4    | 3,000 |
| 3 | Zuid-Korea | 9      | 4           | 3           | 2           | 384        | 372        | 1,032      | 10   | 7    | 1,428 |
| 4 | Japan      | 6      | 5           | 2           | 3           | 347        | 364        | 0,953      | 7    | 9    | 0,777 |
| 5 | Argentinië | 2      | 5           | 1           | 4           | 319        | 407        | 0,783      | 3    | 14   | 0,214 |
| 6 | Kameroen   | 1      | 5           | 0           | 5           | 328        | 410        | 0,800      | 2    | 15   | 0,133 |

| Ronde       | Datum       | Lokale tijd | MEZT           | Plaats   | Land    | Score      | Land   |
| ----------- | ----------- | ----------- | -------------- | -------- | ------- | ---------- | ------ |
| Groepsfase  |             |             |                |          |         |            |        |
| 6 augustus  | 20:30       | 01:30       | Rio de Janeiro | Rusland  | 3–0     | Argentinië |        |
| 8 augustus  | 20:30       | 01:30       | Rio de Janeiro | Rusland  | 3–1     | Zuid-Korea |        |
| 10 augustus | 17:05       | 22:05       | Rio de Janeiro | Rusland  | 3–0     | Kameroen   |        |
| 12 augustus | 20:30       | 01:30       | Rio de Janeiro | Rusland  | 3–0     | Japan      |        |
| 14 augustus | 22:35       | 01:35       | Rio de Janeiro | Brazilië | 3–0     | Rusland    |        |
| Kwartfinale | 16 augustus | 18:00       | Rio de Janeiro | 23:00    | Rusland | 0–3        | Servië |

### Waterpolo
| Olympiër | Onderdeel | Resultaat | Prestatie |
| --- | --------- | --------- | --- |
| Anna Oestjoechina Nadezjda Fedotova Jekaterina Prokofjeva A Elvina Karimova Maria Borisova Olga Belova Jekaterina Lisoenova Anastasia Simanovitsj Anna Timofejeva Jevgenia Soboleva Jevgenija Ivanova Anna Grineva Anna Karnaoech | vrouwen   | Brons     | groep A: 3de V van Australië: 4-14 W van Brazilië: 14-7 V van Italië: 6-10 kwartfinale: W van Spanje: 12-10 halve finale: V van Italië: 9-12 bronzen finale: W van Hongarije: 7-6 |

| Groep A |           |             |             |             |            |            |            |        |
| #       | Land      | Wedstrijden | Wedstrijden | Wedstrijden | Doelpunten | Doelpunten | Doelpunten | Punten |
| #       | Land      | W           | G           | V           | V          | T          | Saldo      | Punten |
| 1       | Italië    | 3           | 0           | 0           | 27         | 15         | +12        | 6      |
| 2       | Australië | 2           | 0           | 1           | 31         | 15         | +16        | 4      |
| 3       | Rusland   | 1           | 0           | 2           | 23         | 31         | –8         | 2      |
| 4       | Brazilië  | 0           | 0           | 3           | 13         | 33         | –20        | 0      |

| Ronde          | Datum       | Lokale tijd | MEZT           | Plaats  | Land      | Score            | Land    |
| -------------- | ----------- | ----------- | -------------- | ------- | --------- | ---------------- | ------- |
| Groepsfase     |             |             |                |         |           |                  |         |
| 9 augustus     | 13:00       | 18:00       | Rio de Janeiro | Rusland | 4–14      | Australië        |         |
| 11 augustus    | 09:00       | 14:00       | Rio de Janeiro | Rusland | 14–7      | Brazilië         |         |
| 13 augustus    | 10:20       | 15:20       | Rio de Janeiro | Rusland | 5–10      | Italië           |         |
| Kwartfinale    | 15 augustus | 18:20       | Rio de Janeiro | 23:20   | Rusland   | 12–10            | Spanje  |
| Halve finale   | 17 augustus | 12:20       | Rio de Janeiro | 17:20   | Rusland   | 9–12             | Italië  |
| Bronzen finale | 19 augustus | 11:20       | Rio de Janeiro | 16:20   | Hongarije | 12–12 (6–7 n.s.) | Rusland |

### Wielersport
| Olympiër                         | Onderdeel        | Resultaat | Prestatie |
| Baan                             | Baan             | Baan      | Baan |
| -------------------------------- | ---------------- | --------- | --- |
| Denis Dmitrijev                  | sprint (m)       | Brons     | kwalificatie: 4de in 9,774 1ste ronde: W van POL Sarnecki: 10,141 2de ronde: W van NZL Webster: 10,102 kwartfinale: W van FRA Baugé: 2-0 halve finale: V van GBR Kenny: 1-2 bronzen finale: W van AUS Glaetzer: 2-0 |
| Nikita Sjoersjin                 | sprint (m)       | 26e       | kwalificatie: 26ste in 10,418 |
| Denis Dmitrijev                  | keirin (m)       | 13e       | 1ste ronde: 4de herkansingen: 2de |
|                                  |                  |           | |
| Darja Sjmeleva                   | sprint (v)       | 22e       | kwalificatie: 22ste in 11,230 |
| Anastasia Vojnova                | sprint (v)       | 8e        | kwalificatie: 11de in 10,985 1ste ronde: W van AUS Stephanie Morton: 11,503 2de ronde: W van CHN Zhong: 11,271 kwartfinale: V van NED Ligtlee: 0-2 5-8ste plek: 4de                                                 |
| Darja Sjmeleva                   | keirin (v)       | 13e       | 1ste ronde: 3de herkansingen: 2de |
| Anastasia Vojnova                | keirin (v)       | 4e        | 1ste ronde: 4de herkansingen: 1ste 2de ronde: 3de finale: 4de |
| Darja Sjmeleva Anastasia Vojnova | teamsprint (v)   | Zilver    | kwalificatie: 2de in 32,655 halve finale: W van Canada: 32,324 finale: V van China: 32,401 |
| BMX                              |                  |           | |
| Jevgeni Komarov                  | BMX (m)          | 22e       | plaatsingsronde: 30ste in 36,958 kwartfinale 3: 6de met 16 punten |
|                                  |                  |           | |
| Jaroslava Bondarenko             | BMX (v)          | 5e        | plaatsingsronde: 11de in 35,682 halve finale 2: 4de met 13 punten finale: 5de in 36,017 |
| Mountainbike                     |                  |           | |
| Anton Sintsov                    | mannen           | 12e       | 1:37.38 |
|                                  |                  |           | |
| Irina Kalentijeva                | vrouwen          | 17e       | 1:36.54 |
| Weg                              |                  |           | |
| Pavel Kotsjetkov                 | tijdrit (m)      | 28e       | 1:20.07,59 |
| Aleksej Koerbatov                | wegwedstrijd (m) | DNF       | DNF |
| Pavel Kotsjetkov                 | wegwedstrijd (m) | 38e       | 6:22.23 |
| Sergej Tsjernetski               | wegwedstrijd (m) | 31e       | 6:19.43 |
|                                  |                  |           | |
| Olga Zabelinskaja                | tijdrit (v)      | Zilver    | 44.31,97 |
| Olga Zabelinskaja                | wegwedstrijd (v) | 16e       | 3:55.52 |

### Worstelen
| Olympiër                | Onderdeel   | Resultaat   | Prestatie |
| Vrije stijl             | Vrije stijl | Vrije stijl | Vrije stijl |
| ----------------------- | ----------- | ----------- | --- |
| Viktor Lebedev          | −57kg (m)   | 9e          | voorronde: vrij 1ste ronde: W van IND Tomar: 3–1 kwartfinale: V van IRI Rahimi: 1–3                                                                                              |
| Soslan Ramonov          | −65kg (m)   | Goud        | voorronde: W van CAN Garcia: 3–1 1ste ronde: W van CUB Valdés: 3–1 kwartfinale: W van MGL Mandakhnaran: 3–0 halve finale: W van UZB Navruzov: 4–1 finale: W van AZE Asgarov: 4–0 |
| Anjoear Gedoejev        | −74kg (m)   | Zilver      | voorronde: vrij 1ste ronde: W van UZB Abdurakhmonov: 3−1 kwartfinale: W van USA Burroughs: 3−2 halve finale: W van AZE Hasanov: 3−1 finale: V van IRI Yazdani: 1−3               |
| Abdoelrasjid Sadoelajev | −86kg (m)   | Goud        | voorronde: vrij 1ste ronde: W van HUN Veréb: 4−0 kwartfinale: W van VEN Ceballos: 3−0 halve finale: W van AZE Sharifov: 3−1 finale: W van TUR Yaşar: 3–0                         |
| Anzor Boltoekajev       | −97kg (m)   | 11e         | voorronde: vrij 1ste ronde: V van UKR Andrijtsev: 1–3 |
| Biljal Machov           | −125kg (m)  | 13e         | voorronde V van UKR Zasjejev: 1–3 |
|                         |             |             | |
| Milana Dadasjeva        | –48kg (v)   | 11e         | voorronde: W van KOR Kim: 3–1 1ste ronde: V van BUL Yankova: 1–3 |
| Valeria Koblova         | –58kg (v)   | Zilver      | voorronde: W van GER Niemesch: 3–0 1ste ronde: W van MGL Orkhon: 4–0 kwartfinale: W van IND Malik: 3–1 halve finale: W van KGZ Tynybekova: 3–1 finale: V van JPN Icho: 1–3       |
| Inna Trazjoekova        | –63kg (v)   | 5e          | voorronde: W van HUN Sastin: 3–0 1ste ronde: W van TUR Sahin: 3–1 kwartfinale: W van CHN Xu: 3–1 halve finale: V van JPN Kawai: 0–4 bronzen finale: V van POL Michalik: 1–3      |
| Natalja Vorobijeva      | –69kg (v)   | Zilver      | voorronde: vrij 1ste ronde: W van KGZ Syzdykova: 3−1 kwartfinale: W van MGL Nasamburmaa: 5−0 halve finale: W van EGY Mostafa: 5−0 finale: V van JPN Dosho: 1−3                   |
| Jekaterina Boekina      | –75kg (v)   | Brons       | voorronde: W van EGY Amer: 3–1 1ste ronde: W van TUR Adar: 3–1 kwartfinale: W van BRA Ferreira: 3–1 halve finale: V van KGZ Manyurova: 0–5 bronzen finale: W van CMR Ali: 3–1    |
| Grieks-Romeins          |             |             | |
| Ibragim Labazanov       | –59kg (m)   | 16e         | voorronde: V van KGZ Kebispayev: 0–3 |
| Islambek Albijev        | –66kg (m)   | 9e          | voorronde: W van ROU Panait: 3–1 1ste ronde: V van AZE Chunayev: 1–3 |
| Roman Vlasov            | –75kg (m)   | Goud        | voorronde: vrij 1ste ronde: W van KOR Kim: 3–1 kwartfinale: W van CHN} Yang: 4–0 halve finale: W van CRO Starčević: 3–1 finale: W van DEN Madsen: 3–1                            |
| Davit Tsjakvetadze      | –85kg (m)   | Goud        | voorronde: W van AZE Tahmasebi: 3–0 1ste ronde: W van IRI Akhlaghi: 3–0 kwartfinale: W van GER Kudla: 4–0 halve finale: W van HUN Lőrincz: 3–1 finale: W van UKR Belenjoek: 3–1  |
| Islam Magomedov         | –98kg (m)   | 8e          | voorronde: vrij 1ste ronde: W van EST Arusaar: 3–0 kwartfinale: V van TUR İldem: 1–3                                                                                             |
| Sergej Semenov          | –130kg (m)  | Brons       | voorronde: W van KGZ Ramonov: 3–1 1ste ronde: W van UZB Abdullaev: 3–0 kwartfinale: W van GEO Kajaia: 3–0 halve finale: V van CUB López: 0–3 bronzen finale: W van EST Nabi: 3–0 |

### Zeilen
| Olympiër                             | Onderdeel | Resultaat | Prestatie                                     |
| ------------------------------------ | --------- | --------- | --------------------------------------------- |
| Maksym Oberemko                      | RS:X (m)  | 16e       | 139 punten: (27-25-14-24-17-13-3-3-10-8-13-9) |
| Sergej Komissarov                    | Laser (m) | 15e       | 129 punten: (2-9-19-23-7-10-16-31-28-15)      |
| Denis Gribanov Pavel Sozykin         | 470 (m)   | 14e       | 118 punten: (12-17-7-25-5-21-18-3-16-19)      |
|                                      |           |           |                                               |
| Stefania Elfoetina                   | RS:X (v)  | Brons     | 69 punten: (2-5-3-6-2-9-8-4-6-3-16-7-14)      |
| Ljoedmila Dmitrijeva Alisa Kiriljoek | 470 (v)   | 14e       | 107 punten: (UFD-DSQ-6-9-11-7-18-10-14-11)    |

### Zwemmen
| Olympiër | Onderdeel             | Resultaat | Prestatie                                                                             |
| --- | --------------------- | --------- | ------------------------------------------------------------------------------------- |
| Aleksej Brianski | 50m vrije slag (m)    | 28e       | series 8: 4de in 22,33                                                                |
| Vladimir Morozov | 50m vrije slag (m)    | 10e       | serie 9: 2de in 21,81 halve finale 1: 4de in 21,88)                                   |
| Andrej Gretsjin | 100m vrije slag (m)   | 21e       | serie 7: 6de in 48,75                                                                 |
| Vladimir Morozov | 100m vrije slag (m)   | 9e        | serie 6: 3de in 48,39 halve finale 1: 4de in 48,26                                    |
| Aleksandr Krasnych | 200m vrije slag (m)   | 8e        | serie 6: 5de in 1.47,15 halve finale 2: 3de in 1.45,69 finale: 8ste in 1.45,91        |
| Nikita Lobintsev | 200m vrije slag (m)   | 36e       | serie 3: 7de in 1.49,35                                                               |
| Vjatsjeslav Androesjenko | 400m vrije slag (m)   | 30e       | serie 4: 6de in 3.50,23                                                               |
| Aleksandr Krasnych | 400m vrije slag (m)   | 15e       | serie 5: 3de in 3.47,39                                                               |
| Ilja Droezjinin | 1500m vrije slag (m)  | 13e       | serie 2: 1ste in 14.59,56                                                             |
| Jaroslav Potapov | 1500m vrije slag (m)  | 14e       | serie 4: 2de in 15.00,99                                                              |
| Jevgeni Rylov | 100m rugslag (m)      | 6e        | serie 3: 3de in 53,25 halve finale 1: 3de in 52,84 finale: 6de in 52,74               |
| Grigori Tarasevitsj | 100m rugslag (m)      | 9e        | serie 4: 4de in 53,65 'halve finale 2: 5de in 53,46                                   |
| Jevgeni Rylov | 200m rugslag (m)      | Brons     | serie 2: 1ste in 1.55,02 halve finale 2: 1ste in 1.54,45 finale: 3de in 1.53,97       |
| Andrej Sjabasov | 200m rugslag (m)      | 12e       | serie 4: 2de in 1.56,50 halve finale 2: 7de in 1.56,84                                |
| Kiril Prigoda | 100m schoolslag (m)   | 20e       | serie 5: 5de in 1.00,37                                                               |
| Vsevolod Zanko | 100m schoolslag (m)   | 14e       | serie 6: 6de in 59,91 halve finale 2: 8ste in 1.00,39                                 |
| Ilja Chomenko | 200m schoolslag (m)   | 10e       | serie 3: 2de in 2.08,94 halve finale 1: 5de in 2.09,73                                |
| Anton Tsjoepkov | 200m schoolslag (m)   | Brons     | serie 5: 1ste in 2.07,93 NR) halve finale 2: 3de in 2.08,08 finale: 3de in 2.07,70 NR |
| Jevgeni Koptelov | 100m vlinderslag (m)  | 16e       | serie 4: 4de in 52,01 halve finale 2: 8ste in 52,50                                   |
| Aleksandr Sadovnikov | 100m vlinderslag (m)  | 8e        | serie 6: 5de in 51,91 halve finale 2: 5de in 51,71 finale: 8ste in 51,84              |
| Jevgeni Koptelov | 200m vlinderslag (m)  | 11e       | serie 2: 4de in 1.56,13 halve finale 2: 5de in 1.56,46                                |
| Daniil Pachomov | 200m vlinderslag (m)  | 24e       | serie 2: 7de in 1.57,36                                                               |
| Semen Makovitsj | 200m wisselslag (m)   | 18e       | serie 3: 7de in 1.59,86                                                               |
| Andrej Gretsjin Danila Izotov Vladimir Morozov Aleksandr Soechoroekov                                                           | 4×100m vrije slag (m) | 4e        | serie 1: 1ste in 3.12,04 finale: 4de in 3.11,64                                       |
| Vjatsjeslav Androesjenko Michail Dovgaljoek Danila Izotov Aleksandr Krasnych Nikita Lobintsev                                   | 4×200m vrije slag (m) | 5e        | serie 2: 2de in 7.06,81 finale: 5de in 7.05,70                                        |
| Anton Tsjoepkov Jevgeni Koptelov Vladimir Morozov Jevgeni Rylov Aleksandr Sadovnikov Aleksandr Soechoroekov Grigori Tarasevitsj | 4×100m wisselslag (m) | 4e        | serie 1: 3de in 3.32,95 finale: 4de in 3.31,30                                        |
| Jevgeni Drattsev | 10km open water (m)   | 11e       | 1:53.04,8                                                                             |
| |                       |           |                                                                                       |
| Natalia Lovtsova | 50m vrije slag (v)    | 38e       | serie 12: 7de in 25,55                                                                |
| Rozalja Nasretdinova | 50m vrije slag (v)    | 22e       | serie 11: 8ste in 24,94                                                               |
| Natalia Lovtsova | 100m vrije slag (v)   | 28e       | serie 4: 7de in 55,37                                                                 |
| Veronika Popova | 100m vrije slag (v)   | 19e       | serie 3: 1ste in 54,60                                                                |
| Arina Openysjeva | 200m vrije slag (v)   | 18e       | serie 4: 5de in 1.58,05                                                               |
| Veronika Popova | 200m vrije slag (v)   | 9e        | serie 4: 3de in 1.57,08 halve finale 2: 5de in 1.57,22                                |
| Arina Openysjeva | 400m vrije slag (v)   | 20e       | serie 2: 5de in 4.11,83                                                               |
| Arina Openysjeva | 800m vrije slag (v)   | 26e       | serie 1: 5de in 8.48,89                                                               |
| Darja Oestinova | 100m rugslag (v)      | 23e       | serie 3: 7de in 1.01,45                                                               |
| Anastasia Zoejeva | 100m rugslag (v)      | 9e        | serie 3: 3de in 1.00,04 halve finale 1: 5de in 59,68                                  |
| Darja Oestinova | 200m rugslag (v)      | 4e        | serie 2: 4de in 2.09,96 halve finale 2: 5de in 2.08,84 finale: 4de in 2.07,89         |
| Anastasia Zoejeva | 200m rugslag (v)      | 11e       | serie 3: 6de in 2.10,39 halve finale 1: 5de in 2.09,12                                |
| Darja Tsjikoenova | 100m schoolslag (v)   | 28e       | serie 4: 8ste in 1.09,12                                                              |
| Joelia Jefimova | 100m schoolslag (v)   | Zilver    | serie 5: 1ste in 1.05,79 halve finale 1: 1ste in 1.05,72 finale: 2de in 1.05,50       |
| Sofia Andrejeva | 200m schoolslag (v)   | 15e       | serie 2: 6de in 2.26,58 halve finale 2: 7de in 2.25,90                                |
| Joelia Jefimova | 200m schoolslag (v)   | Zilver    | serie 4: 3de in 2.23,90 halve finale 1: 2de in 2.22,52 finale: 2de in 2.21,97 (       |
| Svetlana Tsjimrova | 100m vlinderslag (v)  | 19e       | serie 6: 6de in 58,41                                                                 |
| Natalia Lovtsova | 100m vlinderslag (v)  | 25e       | serie 6: 8ste in 59,19                                                                |
| Viktoria Andrejeva | 200m wisselslag (v)   | 7e        | serie 5: 6de in 2.13,01 halve finale 1: 5de in 2.10,87 finale: 7de in 2.12,28         |
| Viktoria Andrejeva Natalia Lovtsova Rozalja Nasretdinova Veronika Popova                                                        | 4×100m vrije slag (v) | 10e       | serie 2: 5de in 3.37,68 (NR)                                                          |
| Viktoria Andrejeva Arina Openysjeva Darja Moellakajeva Veronika Popova Darja Oestinova                                          | 4×200m vrije slag (v) | 7e        | serie 1: 2de in 7.50,52 (NR) finale: 7de in 7.53,26                                   |
| Anastasia Zoejeva Joelia Jefimova Svetlana Tsjimrova Veronika Popova                                                            | 4×100m wisselslag (v) | 6e        | serie 1: 3de in 3.57,44 finale: 6de in 3.55,66 (NR)                                   |
| Anastasija Krapyvina | 10 km open water (v)  | 8e        | 1:57.25,9                                                                             |

Afghanistan · Albanië · Algerije · Amerikaanse Maagdeneilanden · Amerikaans-Samoa · Andorra · Angola · Antigua en Barbuda · Argentinië · Armenië · Aruba · Australië · Azerbeidzjan · Bahama's · Bahrein · Bangladesh · Barbados · België · Belize · Benin · Bermuda · Bhutan · Bolivia · Bosnië en Herzegovina · Botswana · Brazilië · Britse Maagdeneilanden · Brunei · Bulgarije · Burkina Faso · Burundi · Cambodja · Canada · Centraal-Afrikaanse Republiek · Chili · China · Chinees Taipei · Colombia · Comoren · Congo-Brazzaville · Congo-Kinshasa · Cookeilanden · Costa Rica · Cuba · Cyprus · Denemarken · Djibouti · Dominica · Dominicaanse Republiek · Duitsland · Ecuador · Egypte · El Salvador · Equatoriaal-Guinea · Eritrea · Estland · Ethiopië · Fiji · Filipijnen · Finland · Frankrijk · Gabon · Gambia · Georgië · Ghana · Grenada · Griekenland · Groot-Brittannië · Guam · Guatemala · Guinee · Guinee‑Bissau · Guyana · Haïti · Honduras · Hongarije · Hongkong · Ierland · IJsland · India · Indonesië · Irak · Iran · Israël · Italië · Ivoorkust · Jamaica · Japan · Jemen · Jordanië · Kaaimaneilanden · Kaapverdië · Kameroen · Kazachstan · Kenia · Kirgizië · Kiribati · Kosovo · Kroatië · Laos · Lesotho · Letland · Libanon · Liberia · Libië · Liechtenstein · Litouwen · Luxemburg · Macedonië · Madagaskar · Malawi · Malediven · Maleisië · Mali · Malta · Marshalleilanden · Marokko · Mauritanië · Mauritius · Mexico · Micronesië · Moldavië · Monaco · Mongolië · Montenegro · Mozambique · Myanmar · Namibië · Nauru · Nederland · Nepal · Nicaragua · Nieuw-Zeeland · Niger · Nigeria · Noord-Korea · Noorwegen · Oeganda · Oekraïne · Oezbekistan · Oman · Oostenrijk · Oost-Timor · Pakistan · Palau · Palestina · Panama · Papoea-Nieuw-Guinea · Paraguay · Peru · Polen · Portugal · Puerto Rico · Qatar · Roemenië · Rusland · Rwanda · Saint Kitts en Nevis · Saint Lucia · Saint Vincent en Grenadines · Salomonseilanden · Samoa · San Marino · Sao Tomé en Principe · Saoedi-Arabië · Senegal · Servië · Seychellen · Sierra Leone · Singapore · Slovenië · Slowakije · Soedan · Somalië · Spanje · Sri Lanka · Suriname · Swaziland · Syrië · Tadzjikistan · Tanzania · Thailand · Togo · Tonga · Trinidad en Tobago · Tsjaad · Tsjechië · Tunesië · Turkije · Turkmenistan · Tuvalu · Uruguay · Vanuatu · Venezuela · Verenigde Arabische Emiraten · Verenigde Staten · Vietnam · Wit-Rusland · Zambia · Zimbabwe · Zuid-Afrika · Zuid-Korea · Zuid-Soedan · Zweden · Zwitserland
Individuele Olympische Atleten · Olympisch vluchtelingenteam